# Porcellio spinicornis
Porcellio spinicornis är en art av gråsuggor i släktet Porcellio och familjen Porcellionidae. Arten beskrevs av Thomas Say 1818. Utöver nominatformen finns också underarten P. s. spinicornis.

## Utbredning
Arten förekommer över stora delar av Europa och är reproducerande i Sverige. Den är också införd i Nordamerika.